# Programa Nacional para a Promoção da Alimentação Saudável (PNPAS)
O Programa Nacional para a Promoção da Alimentação Saudável (PNPAS) é um dos nove programas prioritários a desenvolver pela Direção-Geral da Saúde (DGS) que tem por finalidade melhorar o estado nutricional da população, incentivando a disponibilidade física e económica dos alimentos constituintes de um padrão alimentar saudável e criar as condições para que a população os valorize, aprecie e consuma, integrando-os nas suas rotinas diárias. 

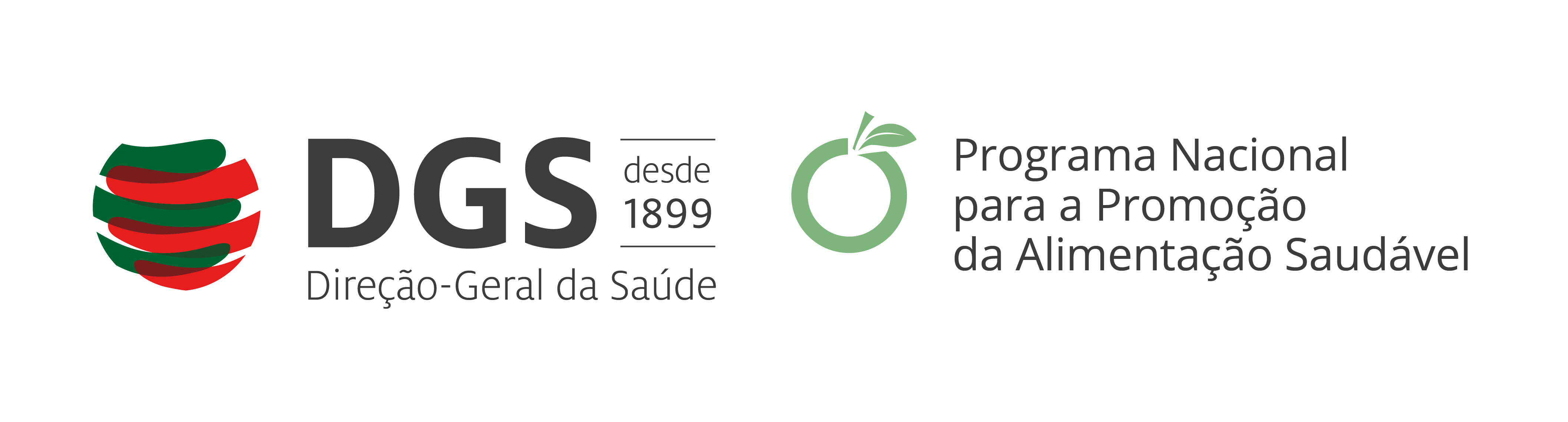

## Origem
Portugal era um dos poucos países Europeus que não dispunha de um programa nacional de alimentação, ou seja, “um conjunto concertado e transversal de ações destinadas a garantir e incentivar o acesso e o consumo de determinado tipo de alimentos tendo como objetivo a melhoria do estado nutricional e saúde da população”.
Em 2012, foram aprovados nove programas prioritários a desenvolver pela Direção-Geral da Saúde (DGS), entre eles o Programa Nacional para a Promoção da Alimentação Saudável (PNPAS) , com um horizonte temporal de cinco anos (2012-2016). 
Programas Prioritários a desenvolver pela DGS:  
- Programa Nacional para a Diabetes;
- Programa Nacional para a Infeção VIH/SIDA;
- Programa Nacional para a Prevenção e Controlo do Tabagismo;
- Programa Nacional para a Promoção da Alimentação Saudável;
- Programa Nacional para Saúde Mental;
- Programa Nacional para as Doenças Oncológicas;
- Programa Nacional para as Doenças Respiratórias;
- Programa Nacional para as Doenças Cérebro-Cardiovasculares;
- Programa Nacional para a Infeção VIH/SIDA.

O PNPAS assume-se desde então como um programa nacional de ação, na área da alimentação e nutrição. Na sua construção foram integradas diversas orientações e opções estratégicas. As propostas pela OMS e União Europeia (DG SANCO), que resultaram da experiência portuguesa em grupos de trabalho como o High Level Group on Nutrition and Physical Activity da CE; da experiência obtida no quadro do desenvolvimento de diferentes propostas nacionais desde 1976 e que culminaram na criação da Plataforma contra a Obesidade; das experiências realizadas em dois países, Noruega e Brasil, com grandes tradições na implementação de políticas e medidas estratégicas ao nível da alimentação; e, ainda, da audição pública que a DGS encetou para auscultação das partes interessadas e que em muito contribuiu para a melhoria final da estratégia.

## Missão
O Programa Nacional para a Promoção da Alimentação Saudável (PNPAS) tem como finalidade melhorar o estado nutricional da população, incentivando a disponibilidade física e económica de alimentos constituintes de um padrão alimentar saudável e criar as condições para que a população os valorize, aprecie e consuma, integrando-os nas suas rotinas diárias.
Um consumo alimentar adequado e a consequente melhoria do estado nutricional dos cidadãos tem um impacto direto na prevenção e controlo das doenças mais prevalentes a nível nacional (doenças cardiovasculares, oncológicas, diabetes e obesidade) mas também deve permitir, simultaneamente, o crescimento e a competitividade económica do país em outros setores como os ligados à agricultura, ambiente, turismo, emprego ou qualificação profissional.

## Objetivos
O PNPAS possui cinco objetivos gerais:
1. Aumentar o conhecimento sobre os consumos alimentares da população portuguesa, seus determinantes e consequências;
2. Modificar a disponibilidade de certos alimentos, nomeadamente em ambiente escolar, laboral e em espaços públicos;
3. Informar e capacitar para a compra, confeção e armazenamento de alimentos saudáveis, em especial nos grupos mais desfavorecidos;
4. Identificar e promover ações transversais que incentivem o consumo de alimentos de boa qualidade nutricional de forma articulada e integrada com outros setores, nomeadamente da agricultura, desporto, ambiente, educação, segurança social e autarquias;
5. Melhorar a qualificação e o modo de atuação dos diferentes profissionais que pela sua atividade, possam influenciar conhecimentos, atitudes e comportamentos na área alimentar.

## Estratégias
Para atingir os cinco objetivos gerais, o PNPAS propõe um conjunto de atividades distribuídas em seis grandes áreas:
1. A agregação e recolha sistemática de indicadores do estado nutricional, do consumo alimentar e seus determinantes ao longo do ciclo de vida, a avaliação das situações de insegurança alimentar e, a avaliação, monitorização e divulgação de boas práticas com o objetivo de promover consumos alimentares saudáveis ou protetores face à doença a nível nacional.
2. A modificação da oferta de determinados alimentos (com elevado teor de açúcar, sal e gordura), controlando o seu fornecimento e vendas nos estabelecimentos de ensino, de saúde, nas instituições que prestam apoio social e nos locais de trabalho e incentivando a maior disponibilidade de outros alimentos como a água, frutos ou hortícolas frescos, o incentivo a ações de reformulação nutricional dos produtos alimentares através de uma ação articulada com a indústria alimentar e com o setor da restauração alimentar, ou ainda através de outras atividades que possam influenciar a disponibilidade alimentar, tendo em conta os conhecimentos e consensos científicos mais recentes.
3. O aumento da literacia alimentar e nutricional e a capacitação dos cidadãos de diferentes estratos socioeconómicos e etários, em especial dos grupos mais desfavorecidos, para as escolhas e práticas alimentares saudáveis e o incentivo de boas práticas sobre a rotulagem, publicidade e marketing a produtos alimentares.
4. A identificação e promoção de ações transversais com outros setores da sociedade, nomeadamente da agricultura, desporto, ambiente, educação, autarquias e segurança social deverão permitir, entre outros, promover a adoção de um padrão alimentar mediterrânico, suscetível de incentivar o consumo de alimentos de origem vegetal, sazonais, nacionais, com recurso a embalagens ou meios de transporte que reduzem a emissão de poluentes; desenvolver ferramentas eletrónicas que permitam o planeamento de menus saudáveis, de fácil utilização e economicamente acessíveis com informação dos preços para indivíduos e famílias e desenvolver uma rede a nível autárquico de monitorização de boas práticas e projetos na área da promoção da alimentação saudável para os munícipes.
5. A melhoria da formação, qualificação e modo de atuação de diferentes profissionais que podem influenciar consumos alimentares de qualidade, nomeadamente ao nível da saúde, escolas, autarquias, turismo e restauração ou da segurança social.
6. A melhoria dos métodos de intervenção e articulação dos profissionais e estruturas que lidam com o fenómeno da obesidade.

## Equipa
O PNPAS é coordenado, a nível nacional, por um Diretor de reconhecido mérito científico, que funciona na dependência direta do Diretor-Geral da Saúde.  
Os Programas Prioritários da DGS integram a estrutura matricial da DGS sendo apoiados logisticamente por uma equipa transversal a todos os Programas, sedeada na Unidade de Apoio à Gestão, Planeamento e Programas. Cada Programa Prioritário deverá, quando aplicável articular-se com os quatro Departamentos que constituem a estrutura hierárquica da DGS, nomeadamente: Departamento de Qualidade na Saúde, Departamento de Prevenção da Doença e Promoção da Saúde, Departamento de Informação e Análises e Departamento de Coordenação das Relações Internacionais.
É, ainda, apoiado por um Conselho Consultivo com representantes dos principais setores necessários à operacionalização do programa, nomeadamente indústria alimentar, comunicação, agricultura, restauração, ambiente, consumidores, etc., e ainda por um Conselho Científico constituído por especialistas de mérito a nível nacional na área da medicina, ciências da nutrição, motricidade humana, psicologia e outras consideradas relevantes.
O PNPAS tem como referência internacional e de articulação institucional a Comissão Europeia através da DG Sanco (High Level Group on Nutrition and Physical Activity) e Organização Mundial de Saúde – Europa.